# Memrise
Memrise é uma plataforma de ensino de idiomas britânica que usa repetição espaçada de flashcards para aumentar a taxa de aprendizado. Está sediada em Londres, no Reino Unido.
O Memrise também oferece conteúdo gerado pelos próprios usuários em uma ampla variedade de outros assuntos, não se restringindo a línguas. O aplicativo Memrise tem cursos de doze idiomas para falantes de português, enquanto o site tem muitos outros idiomas disponíveis. Em 2022, o aplicativo tinha 60 milhões de usuários registrados. O Memrise é lucrativo desde o final de 2016, com um faturamento mensal de quatro milhões de dólares.